# Cyclodictyon varians
Cyclodictyon varians är en bladmossart som beskrevs av Carl Ernst Otto Kuntze 1891. Cyclodictyon varians ingår i släktet Cyclodictyon och familjen Hookeriaceae. Inga underarter finns listade i Catalogue of Life.